# Enej
Enej — польский музыкальный ансамбль, созданный в 2002 году в Ольштыне братьями Петром и Павлом Солодуха с их другом Лукашом Койрисом. В музыке Enej можно найти элементы рока, фолка, ска, регги и джаза. Название группы происходит от главного героя Энеиды Ивана Котляревского. Песни группы звучат на украинском и польском языках.

## История
Изначально творчество группы было связано с украинской народной музыкой. С 2005 года в группе появились новые инструменты и Enej начали формировать свой собственный стиль. В 2006 году группа приняла участие в фестивале Union of Rock, где получила награду журналистов, а в 2007 году Enej записал официальный гимн местного студенческого праздника «Кортовиада» (Kortowiada).
20 октября 2008 вышел первый сингл группы — «Улицы» (Ulice), опередивший одноименный дебютный альбом (вышел 17 ноября 2008 года). 10 марта 2009 вышел второй сингл — «Кому» (Komu). Второй альбом группы — «Folkorabel» — вышел 12 ноября 2010 года, а 16 ноября 2012 года появился третий альбом, ставший трижды платиновым, — «Folkhorod». Песня «Радио Хелло» (Radio Hello) в 2011 году заняла первое место сразу в четырех польских чартах, а в 2012 году подобный успех повторила песня «Крылатые руки» (Skrzydlate ręce).
12 февраля 2015 года вышел последний альбом группы под названием «Paparanoja». Песня «Возле тополя» (Біля Тополі) была записана совместно с известными украинскими артистами и посвящена погибшим в российско-украинской войне украинским воинам, защищающим свою страну от российской агрессии на востоке Украины.

## Состав
- Петр Солодуха — вокал, баян;
- Мирослав Ортынский — бас-гитара, вокал;
- Павел Солодуха — ударные;
- Яцек Григорьевич — электрическая гитара;
- Лукаш Пшиборовский — труба;
- Гжесек Лапинский — саксофон;
- Якуб Чаплеевич — тромбон.